# Berliner Zeitung
Berliner Zeitung és un diari alemany editat a Berlín per l'editorial Berliner Verlag. Fou fundat el 1945 i va ser un dels diaris de la República Democràtica Alemanya. Després de la re-unificació el diari va ser comprat per Gruner + Jahr i l'editor britànic Robert Maxwell.

## Editors
(incomplete)

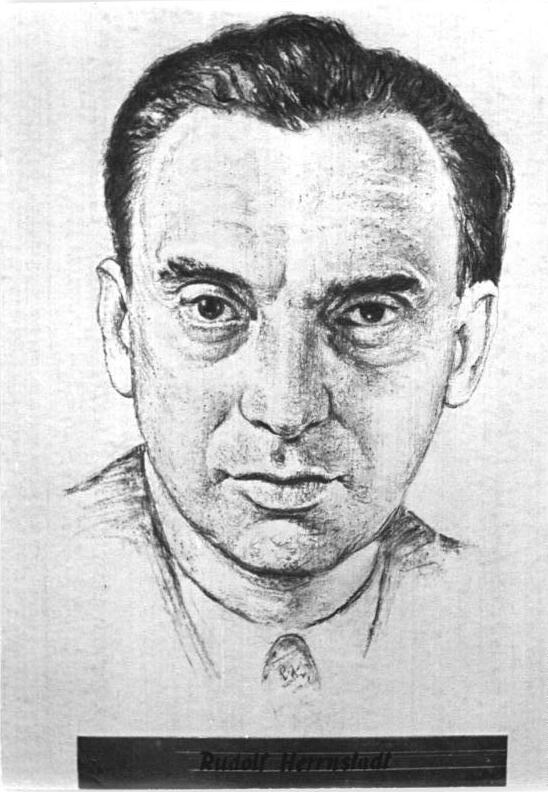
Rudolf Herrnstadt (1952).

- Maig – juliol 1945: Alexander Kirsanow
- Juliol 1945 – 1949: Rudolf Herrnstadt
- 1962–1965: Joachim Herrmann
- 1972–1989: Dieter Kerschek
- 1989–1996: Hans Eggert
- 1996–1998: Michael Maier
- 1999–2001: Martin E. Süskind
- 2002–2006: Uwe Vorkötter
- des de maig 2006: Josef Depenbrock